# Lalohonua Corona
La Lalohonua Corona è una struttura geologica della superficie di Venere.